# تاتيانا الشهيدة
القديسة تاتيانا أو تاتيانا الشهيدة (بالإنجليزية: Saint Tatiana) هي شهيدة مسيحية عاشت خلال القرن الثالث الميلادي في روما، أثناء حكم الإمبراطور الروماني سيفيروس ألكسندر.

## السيرة الذاتية
كانت تاتيانا ابنة قنصل روماني معروف، وبعض الروايات تقول بأنه وصل لدرجة شماس في الكنيسة، وقد ربى ابنته تربية إيمانيّة مسيحية. وخلال كرازتها للنساء للإيمان بيسوع المسيح، انكشف أمرها في أحد الأيام من القاضي أولبيان، وحاول إجبارها على تقديم ذبيحة للإله أبولو. توجهت بالصلاة لربها، وبمعجزة دمر زلزال تمثال أبولو وجزء من المعبد.
بعد هذه الحادثة، أصيبت تاتيانا بالعمى، ونزع جلد وجهها، وتقطيع أوصالها، ونزع ثديياها، وتعرضت للضرب لمدة يومان، ثم نُقلت للسيرك، وألقيت بمكان مع أسد جائع، لكن الأسد لم يلمسها وجلس عند قدميها. أخيرًا حُكم عليها بالإعدام، وقُطع رأسها بالسيف في 12 يناير عام 225 أو 230 ميلادية.

## تقديسها وتبجيلها

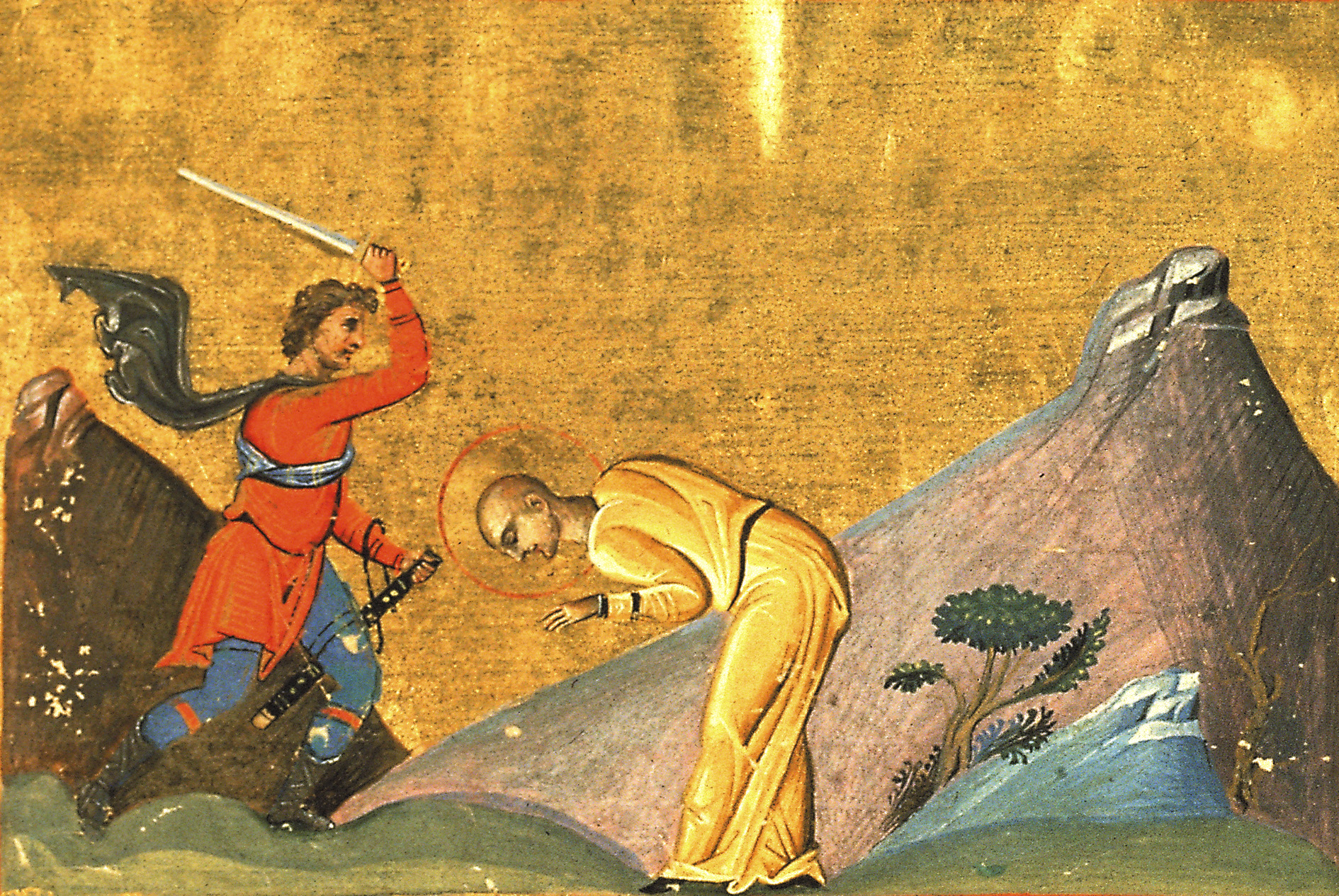
لوحة تُظهر قطع رأس القديسة تاتيانا، مأخوذة من كتاب أعمال الإمبراطور باسيليوس الثاني (تقريبًا عام 1000 ميلادية).

أعتبرت تاتيانا قديسة، ويوم عيدها المسيحي يصادف يوم 12 يناير (بالنسبة للكنائس التي تتبع التقويم اليولياني التقليدي) وفي 25 يناير (بالنسبة لكنائس التي تتبع التقويم الغريغوري الحديث). ويقال إن المعجزات التي قامت بها القديسة تاتيانا حولت الكثير من الناس إلى مؤمنين جدد بالمسيحية. نُقلت جمجمتها عام 1955 من دير بيستريتسا إلى كاتدرائية القديس ديمتريوس في كرايوفا برومانيا، وهي مكرسة بآثار القديسين سركيس وباخوس وآثار بطريرك القسطنطينية نيفون الثاني.
في الثقافة الروسية تعتبر تاتيانا قديسة شفيعة الطلاب. ويحتفل بيوم تاتيانا باعتباره يوم الطلاب في روسيا وبيلاروسيا، وبطريقة شبه رسميّة.
أدى تشابه حياتها مع حياة مارتينا وبريسكا إلى تساؤل البعض عما إذا كان من الممكن أن يكن جميعهن نفس الشخصية، أو ربما خصص لهن سير مقدسة مماثلة لتاتيانا بعد وفاتها. ولا يوجد دليل مبكر على تبجيل مارتينا أو تاتيانا في روما، ومن الصعب التعرف على قدسية بريسكا (أو بريسيلا).